# M120 Rak

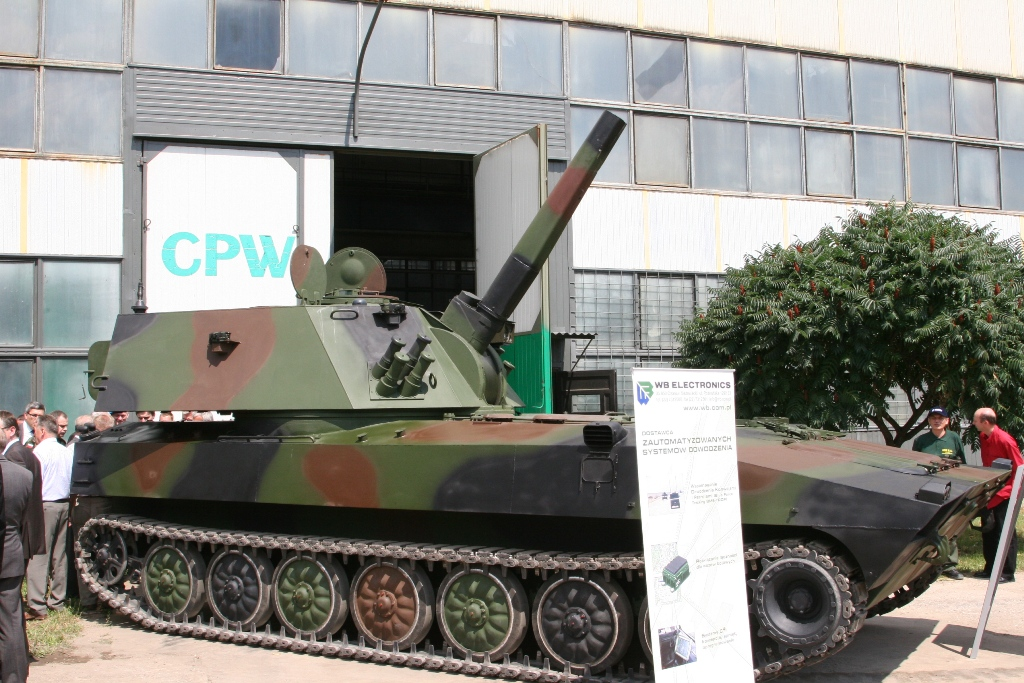
Прототип M120G Rak, 2010 г.

M120 Rak — это самоходная артиллерийская установка, оснащенная автоматически заряжаемым 120-мм минометом, установленный на гусеничном (SMG 120/M120G) и колёсном (SMK 120/M120K) шасси производства Huta Stalowa Wola (HSW). Он производится в Польше и используется польскими сухопутными войсками. Серийное производство и первая поставка стартовали в 2017 г.

## История
Работа над миномётом «Rak» началась в 2006 году, а первые опытные образцы были представлены в 2009 году. Первоначально разработан HSW, позже при софинансировании Министерства науки и высшего образования Польши. Большая часть элементов миномёта производится в Польше.
В апреле 2016 г. между консорциумом HSW и ROSOMAK SA был подписан контракт на поставку восьми систем «Rak» (64 миномёта М120К и 32 артиллерийских командирских машин (AWD)) в 2017—2019 г. В октябре 2019 года был подписан ещё один контракт на поставку двух систем KMO Rak (18 минометов M120K и 8 AWD) и двух миномётов для обучения в Учебном центре артиллерии и вооружения (Centrum Szkolenia Artylerii i Uzbrojenia) в Торуни. В мае 2020 года Инспекция по вооружениям (Inspektorat Uzbrojenia) подписала контракт с консорциумом на поставку ещё 5 систем KMO Rak (40 минометов RAK и 20 AWD).

## Описание
Миномёт «Rak» может быть установлен на различных шасси. Версия с гусеничным шасси базируется на легком гусеничном шасси HSW (которое было разработано на базе БТР Opal), а колесное шасси базируется на БТР Rosomak. В 2013 году в рамках выставки MSPO был представлен вариант миномета на шасси немецкой боевой машины пехоты Marder.
Он способен производить точные выстрелы на дистанциях от 8 до 12 км. Помимо стандартных снарядов, может стрелять снарядами с кумулятивным зарядом для борьбы с бронетехникой, а также дымовыми и осветительными боеприпасами. Время перехода из походного положения в боевое составляет не более 30 секунд. Покинуть огневую позицию можно в течение 15 секунд после выстрела последнего снаряда.
В состав миномётной системы «Rak», помимо последней, входят машины сопровождения: машины управления артиллерией, разведывательные машины, машины технической и тыловой поддержки и машины ремонта вооружения. Машина оснащена цифровой системой управления огнем, в том числе с тепловизором и лазерным дальномером, поэтому может эффективно работать днем и ночью. Данные по противнику также могут быть получены с беспилотного летательного аппарата FlyEye.
Миномёт «Rak» может вести дистанционный огонь как беспилотное оружие, используя команды и данные, передаваемые в электронном виде на компьютер машины. Первоначально, до внедрения современных боеприпасов с дальностью стрельбы до 10 км, в польских минометах Rak использовались старые снаряды OF843B для буксируемых миномётов, модернизированные специальными приспособлениями.

## Тактико-технические характеристики[11]
- Калибр – 120 мм
- Количество стволов – 1
- Запас боеприпасов – 46[9]
- Максимальная дальность стрельбы – 12 км

### Эксплуатанты
- Польша
- Украина